# 诺里奇论坛

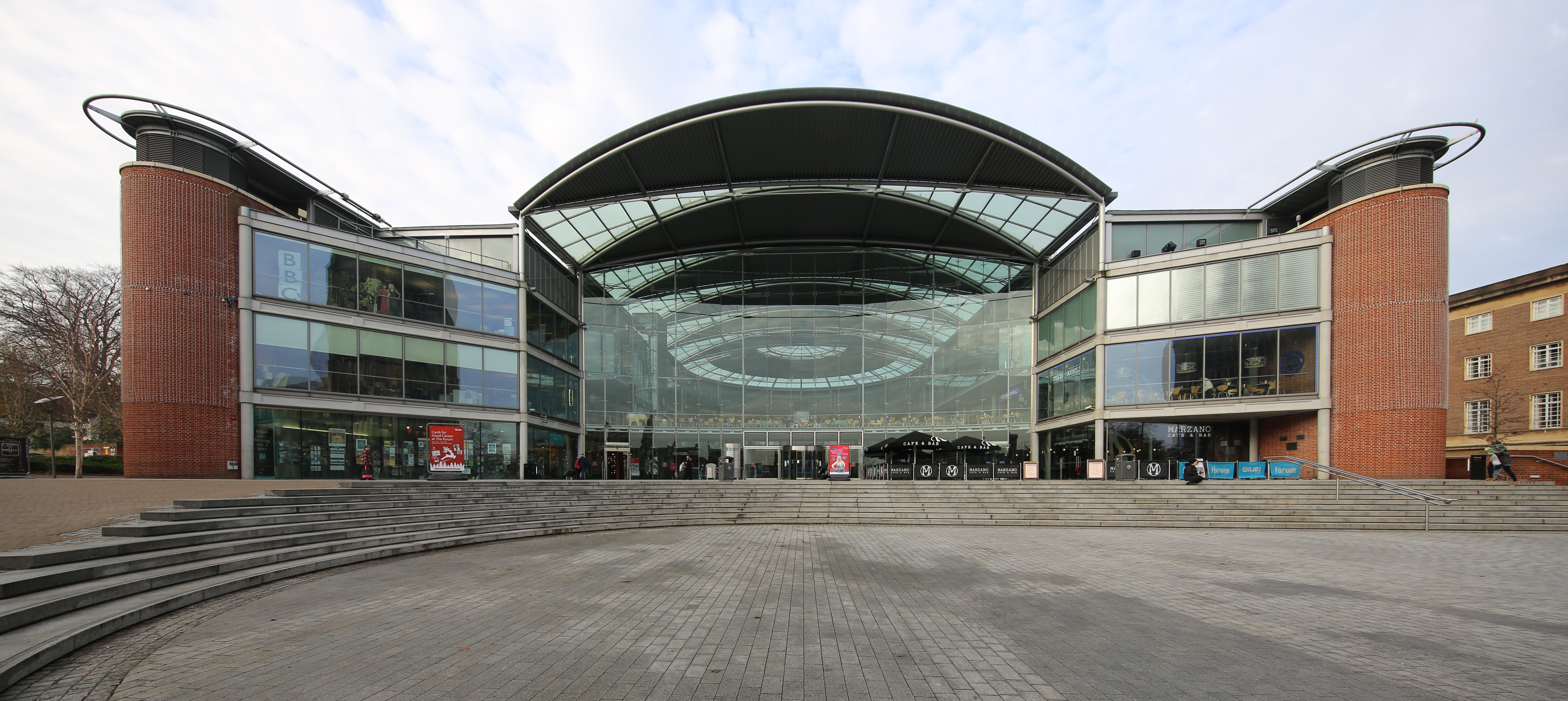
The Forum

诺里奇论坛（The Forum）是英格兰诺福克郡诺里奇的一座建筑，位于聖彼得曼科羅夫特教堂对面。论坛建在1994年被烧毁的原诺里奇图书馆遗址上，由霍普金斯建筑师事务所设计，作为东英格兰的千年项目，于2001年10月完工， 论坛是诺里奇12系列的一部分，这个系列包括诺里奇的著名建筑，跨越诺曼时代、中世纪、乔治时代、维多利亚时代和现代，每年有250多万人参观。。